# Johann Beringer

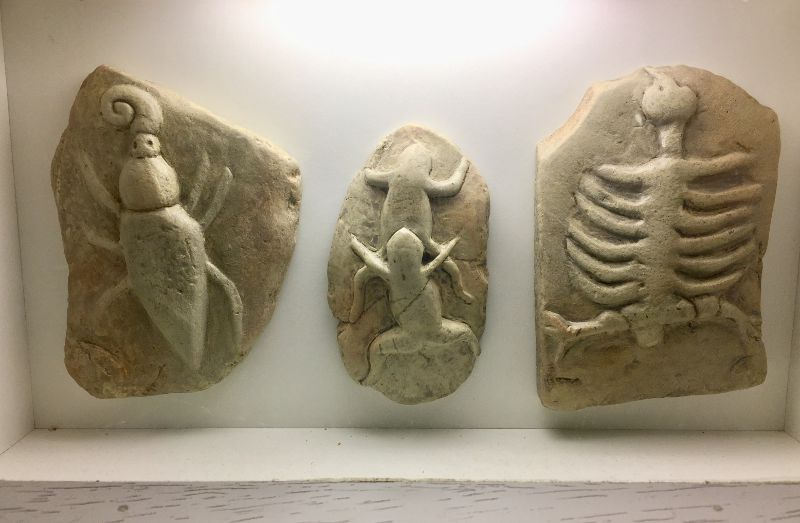
Algunas de las Würzburger Lügensteine exhibidas en el Museo Senckenberg de Historia Natural, Fráncfort del Meno.

Johann Bartholomeus Adam Beringer (1667-1738) fue un profesor de la Facultad de medicina de la Universidad de Wurzburgo, famoso por haber sido víctima de una célebre broma científica por parte de sus compañeros. Beringer se dedicaba a la búsqueda de fósiles, creyendo que estos eran de manufactura divina y estratégicamente colocados para probar la fe del hombre al descubrirlos. Su creencia parecía confirmada cuando descubre fósiles de pájaros, lunas, estrellas. No sabía que dos de sus compañeros en la universidad enterraban fósiles falsos incluso inscribían placas con palabras hebreas, latinas y árabes.
Beringer llegó a publicar un libro Lithographia Wirceburgensis en 1726 con su teoría y descubrimientos, pero en una de esas placas encontró inscrito su nombre. Inmediatamente intentó devolver todas las copias de su libro pero fue tarde, gracias al engaño se convirtió en un éxito.